# Lucy Hawking
Lucy Hawking (ur. 2 listopada 1970 w Londynie) – angielska dziennikarka i pisarka.
Lucy Hawking jest córką Stephena Hawkinga i Jane Wilde-Hawking. Wraz z ojcem napisała książki:
- Jerzy i tajny klucz do Wszechświata, polskie wydanie: „Nasza Księgarnia”, 2008;
- Jerzy i poszukiwanie kosmicznego skarbu, polskie wydanie: „Nasza Księgarnia”, 2009;
- Jerzy i Wielki Wybuch, polskie wydanie: „Nasza Księgarnia”, 2012.

Autorka powieści Jaded (2004) i Run for Your Life (2005) (wydaną także jako The Accidental Marathon).